# Chavroux
Chavroux est une marque commerciale de fromage pasteurisé industriel créée en 1985 appartenant au groupe fromager industriel Savencia Fromage & Dairy.

## Historique et présentation
Le fromage est fabriqué dans l'usine Grand’Ouche, en Charente, dans le bourg de Réparsac, à 10 kilomètres de Cognac, et est commercialisé tout au long de l'année.
C'est un fromage à pâte fraîche d'un mélange de laits de chèvre, standardisé et pasteurisé. Il est présenté sous forme de pyramide ou de bûche et pèse environ 150 g.

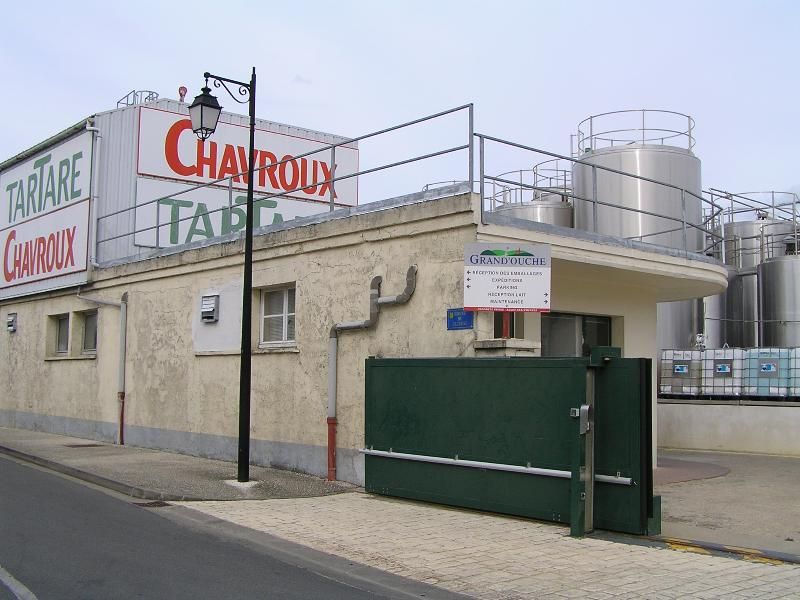
L'usine Grand'Ouche.
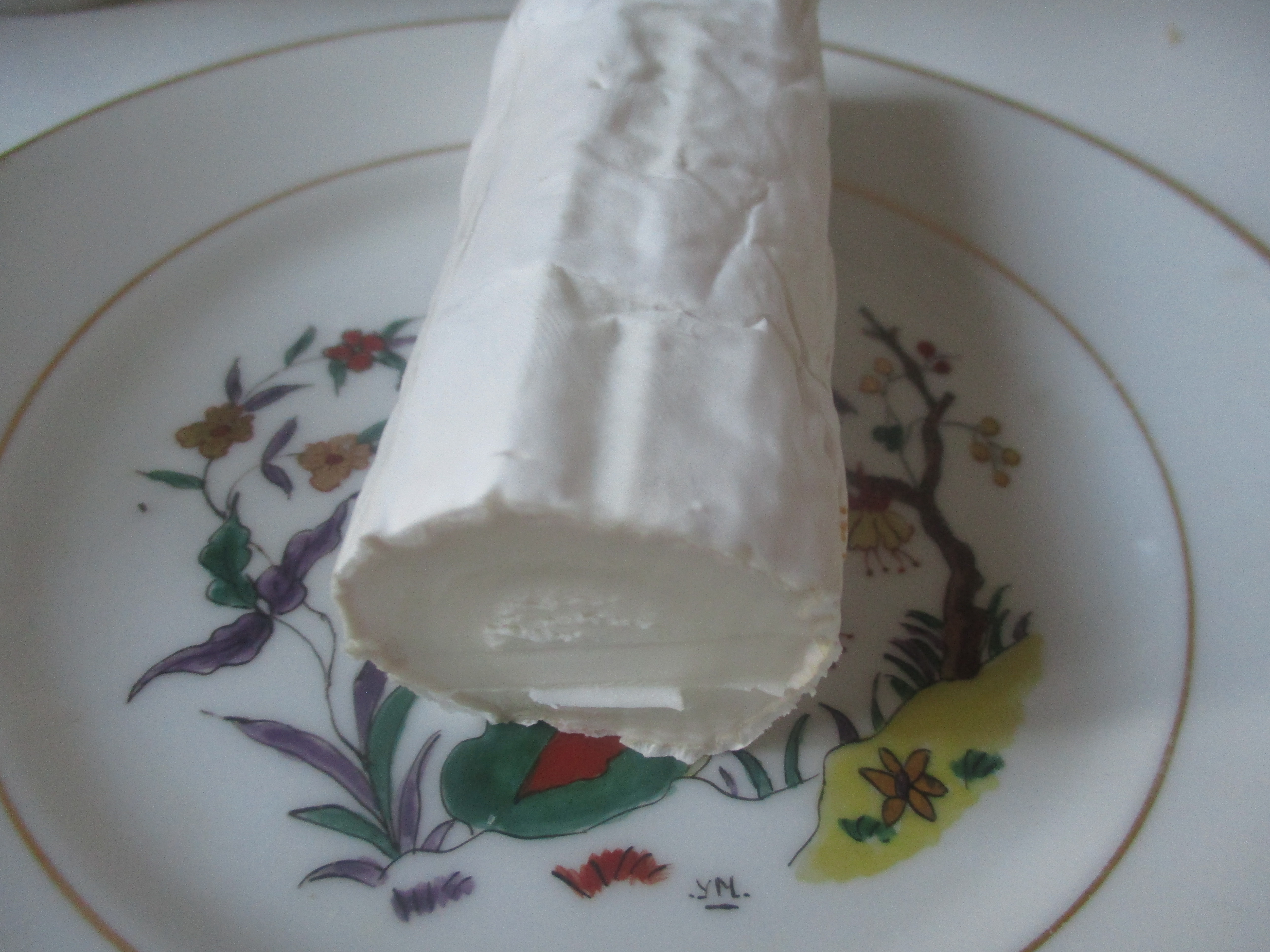
Bûche de marque Chavroux.